# Amakusanthura dubia
Amakusanthura dubia är en kräftdjursart som först beskrevs av Barnard 1914.  Amakusanthura dubia ingår i släktet Amakusanthura och familjen Anthuridae. Inga underarter finns listade i Catalogue of Life.